# Stadiile morții
Stadiile morții unui om includ aspecte medicale, biochimice și legale. În paleontologie, termenul „tafonomie” se referă la studiul sorții resturilor de organisme. Tafonomia medico-legală este specializată pe rămășițele umane, analizând modul în care acestea se degradează și contribuind la investigațiile judiciare.

## Istorie
Studiul academic al morții este cunoscut sub numele de tanatologie, un domeniu dezvoltat de Élie Metchnikoff la începutul secolului al XX-lea. Tanatologia se concentrează pe descrierea modificărilor postmortem ale corpului, dar și pe aspectele psihosociale, medicale, etice și spirituale legate de moarte.

## Definiția morții
Înainte de anii 1980, moartea era definită legal ca încetarea funcțiilor cardiopulmonare, adică absența bătăilor inimii și a respirației. Însă, odată cu avansarea tehnologiei medicale, au apărut cazuri în care funcția cerebrală era pierdută, dar activitatea cardiopulmonară putea fi menținută artificial. Acest lucru a condus la revizuirea definiției morții prin adoptarea Legii Uniforme de Determinare a Morții (UDDA), care stipulează că moartea poate fi declarată fie prin încetarea funcției cardiopulmonare, fie prin încetarea ireversibilă a funcției cerebrale, inclusiv a trunchiului cerebral și a cortexului.

## Semne clinice și etape ale morții
Semnele clinice ale morții includ:
- Stop respirator (absența respirației)
- Stop cardiac (absența pulsului)
- Moarte cerebrală (absența activității neuronale)

Plămânii și inima sunt vitale pentru menținerea vieții, deoarece asigură oxigenarea și circulația sângelui în organism. Odată ce inima încetează să mai pompeze sânge sau plămânii nu mai furnizează oxigen, apare moartea cardiopulmonară. Aceasta poate duce la hipoxie cerebrală, determinând edem cerebral și creșterea presiunii intracraniene, care interferează cu fluxul sanguin către creier, provocând necroza țesuturilor cerebrale. Moartea cerebrală poate surveni și în urma leziunilor traumatice, cum ar fi hemoragiile subarahnoidiene sau traumele grave ale creierului.
Moartea cardiopulmonară este ușor de evaluat prin absența pulsului sau prin monitorizarea activității electrice pe electrocardiogramă (EKG). În schimb, evaluarea morții cerebrale este mai complexă. Conform Colegiilor Medicale Regale din Marea Britanie, diagnosticul morții cerebrale se face în două etape:
1. Stabilirea cauzei daunelor ireversibile ale creierului și excluderea cauzelor reversibile.
2. Realizarea unor teste clinice și de laborator care evaluează funcția trunchiului cerebral.[7][8]

Definiția și certificarea formală a morții variază în funcție de jurisdicție. Certificarea se aplică morții somatice, care se referă la decesul persoanei și este caracterizată prin lipsa semnelor vitale și a funcției cerebrale. După moartea somatică, apare moartea celulară (numită și moarte moleculară), care survine la nivel celular și durează câteva ore după încetarea activităților vitale.
Aceste distincții sunt importante în contextul procurării de organe, deoarece moartea legală trebuie să fie stabilită corect pentru a asigura etica și legalitatea donării de organe.

## Modificările post-mortem

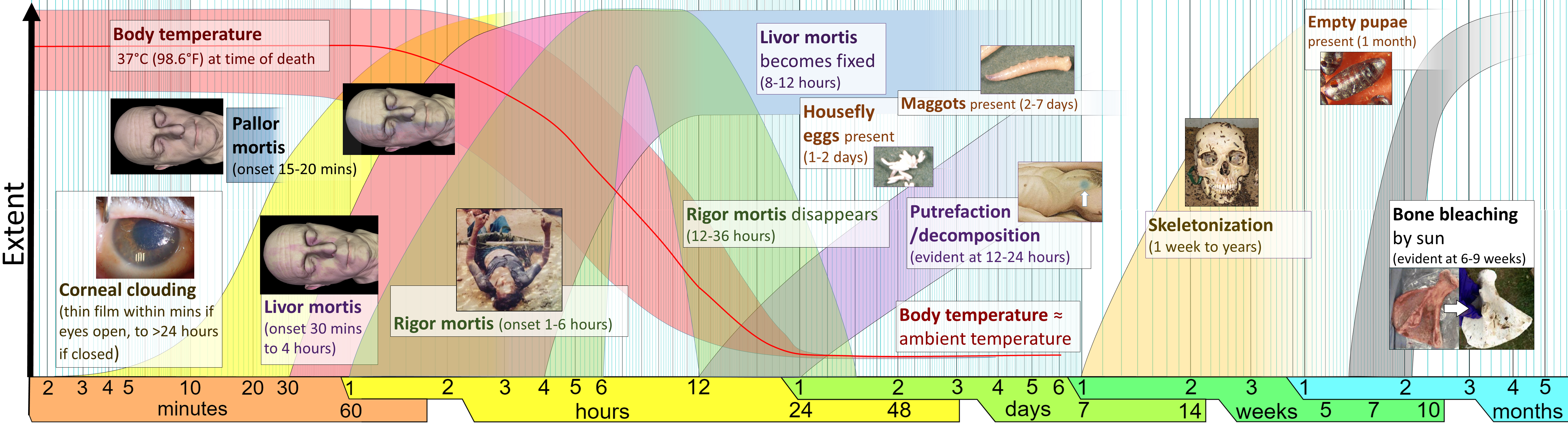
Cronologia modificărilor post-mortem (etapele morții).

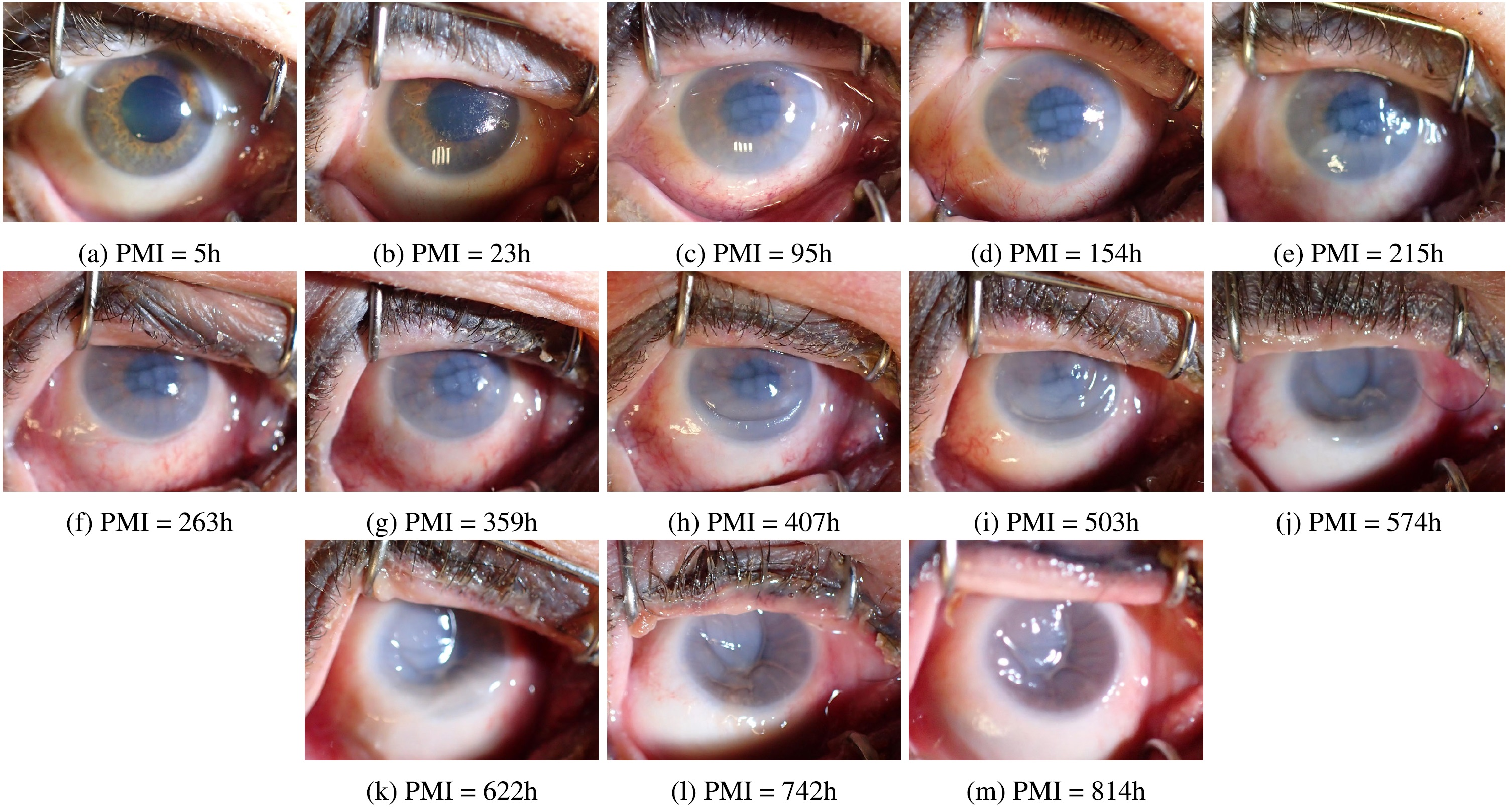
Un exemplu de opacitate corneană post-mortem.

Modificările post-mortem se referă la seria de schimbări care apar asupra unui corp după moarte. Acestea pot fi clasificate în două mari categorii: modificări post-mortem timpurii și modificări post-mortem tardive (cunoscute și sub denumirea de descompunere). Aceste schimbări se produc gradual și sunt utile în estimarea intervalului post-mortem (timpul dintre momentul decesului și examinarea corpului).
Etapele care apar imediat după moarte includ următoarele fenomene:
- Opacitatea corneană: „Încețoșarea” corneei, care începe la scurt timp după moarte.
- Pallor mortis⁠(d): Paloarea cadaverică, ce apare în primele 15–120 de minute după deces din cauza scăderii fluxului sanguin.
- Livor mortis⁠(d): Lividitatea cadaverică, care constă în acumularea sângelui în părțile inferioare (dependente) ale corpului din cauza gravitației.
- Algor mortis⁠(d): Scăderea temperaturii corpului până la atingerea temperaturii ambientale, cu un declin constant.
- Rigor mortis: Rigiditatea cadaverică, care apare la câteva ore după deces, provocând rigidizarea membrelor și dificultăți în manipularea corpului.
- Putrefacția: Primele semne ale descompunerii, însoțite de degradarea țesuturilor.

Dintre aceste etape, semnele evidente ale decesului includ algor mortis, rigor mortis, livor mortis și putrefacția, în special în cazurile unde corpul este evident deteriorat.
Semnele cardinale ale morții includ încetarea funcțiilor vitale, cum ar fi respirația și bătăile inimii, dar și modificările post-mortem, precum algor mortis, livor mortis și rigor mortis. Însă, odată cu adoptarea conceptului de moarte cerebrală ca definiție a decesului, importanța acestor semne a fost diminuată. În terminologia contemporană, algor mortis, livor mortis și rigor mortis sunt considerate modificări post-mortem timpurii, spre deosebire de modificările post-mortem imediate, care sunt asociate cu încetarea funcțiilor corporale.
Un alt semn important al morții este modificarea sângelui din retină, vizibilă rapid cu un oftalmoscop.
După etapele inițiale de moarte, urmează modificările târzii ale corpului, cunoscute sub numele de descompunere, care include:
- Descompunerea: Transformarea materiei organice în forme mai simple, însoțită de un miros puternic și neplăcut.
- Scheletizarea: Finalul procesului de descompunere, când toate țesuturile moi au dispărut, lăsând doar oasele.
- Fosilizare: Procesul natural prin care rămășițele scheletice pot fi conservate de-a lungul timpului, deși această etapă nu apare în toate circumstanțele.

### Etapele descompunerii
Procesul de descompunere poate fi descris în mai multe etape distincte. Modelul în 5 etape, dezvoltat de Galloway și colegii săi, este frecvent utilizat în tanatologia medico-legală;
- Etapa proaspătă: Corpul prezintă semne de lividitate, dar fără prezența insectelor. Această etapă include și începutul algor mortis și rigor mortis.
- Descompunerea timpurie: Bacteriile încep să se răspândească în tot corpul, eliberând gaze, cum ar fi cadaverina și putresceina, care provoacă umflarea corpului și un miros neplăcut.
- Descompunerea avansată: Apar decolorări suplimentare ale pielii. Gazele produse de bacterii încep să se elibereze, amplificând mirosul puternic și neplăcut al descompunerii.
- Scheletizarea: Organele interne se lichefiază, iar corpul începe să se usuce, lăsând în urmă scheletul.
- Descompunerea extremă: Scheletizarea avansează, cu albirea și exfolierea oaselor. În unele cazuri, porțiuni mari din oasele lungi pot fi pierdute.